# Melicertus longistylus
Melicertus longistylus är en kräftdjursart som först beskrevs av Kubo 1943.  Melicertus longistylus ingår i släktet Melicertus och familjen Penaeidae. Inga underarter finns listade i Catalogue of Life.